# Leptotarsus hirsutistylus
Leptotarsus hirsutistylus är en tvåvingeart som först beskrevs av Alexander 1949.  Leptotarsus hirsutistylus ingår i släktet Leptotarsus och familjen storharkrankar. Inga underarter finns listade i Catalogue of Life.